# الحرب الإيطالية 1494-1498
الحرب الإيطالية الأولى (1494-1498) يشار إليها أحياناً بالحرب الإيطالية 1494 أو حرب شارل الثامن الإيطالية. كانت هذه الحرب المرحلة الافتتاحية للحروب الإيطالية. دارت الحرب بين شارل الثامن ملك فرنسا والذي حاز على مساعدة أولية من دوقية ميلانو ضد كل من الإمبراطورية الرومانية المقدسة وإسبانيا وتحالف من القوى الإيطالية بقيادة البابا إسكندر السادس.

## تمهيد
تنازع البابا إينوسنت الثامن مع فرديناندو الأول ملك نابولي بشأن رفض فرديناندو دفع الضرائب الإقطاعية للبابوية، فحُرِم فرديناندو كنسيًا وعُزل بمرسوم باباوي في 11 سبتمبر 1489. عرض إينوسنت مملكة نابولي على تشارلز الثامن ملك فرنسا، الذي طالب بعرشها لأن جده، تشارلز السابع، ملك فرنسا، تزوج ماري أنجو من سلالة فالوا أنجو، الأسرة الحاكمة في نابولي حتى عام 1442. بعد ذلك، سوى إينوسنت لاحقًا خلافه مع فرديناندو وألغى الحظر  قبل وفاته في عام 1492، لكن بقي عرض تشارلز جوهرة جدال في السياسة الإيطالية. توفي فرديناندو في 25 يناير 1494 وخلفه ابنه ألفونسو الثاني.
كان المطالب الثالث بعرش نابولي هو رينيه الثاني دوق لورين. كان الابن الأكبر ليولاند، دوقة لورين (توفيت عام 1483)، الطفل الناجي الوحيد لريناتو الأول ملك نابولي (توفي 1480)، آخر الملوك الأنجويين لنابولي حتى عام 1442. في عام 1488 عرض النابوليون تاج نابولي على رينيه الثاني، الذي قام برحلة استكشافية للاستحواذ على المملكة، ولكن أوقفه بعد ذلك تشارلز الثامن ملك فرنسا، الذي كان ينوي المطالبة بنابولي بنفسه. كان تشارلز الثامن يجادل بأن جدته ماري أنجو، شقيقة رينيه الثاني دوق أنجو، كانت تربطها علاقة أوثق من والدة رينيه الثاني، يولاند، ابنة رينيه دوق أنجو، وبالتالي يأتي هو في المرتبة الأولى في خط الخلافة الأنجوية في نابولي.